# Hristo Nikolov
Hristo Jančev Nikolov (in bulgaro Христо Янчев Николов?; Burgas, 2 ottobre 1985) è un cestista bulgaro.

## Palmarès
- Campionato bulgaro: 2

Academic Sofia: 2008-09, 2009-10
- Campionato ungherese: 1

Szolnok Olaj: 2011-12
- Coppa d'Ungheria: 3

Szolnok Olaj: 2012
- Lega Balcanica: 1

Levski Sofia: 2017-18